# Enneagramma (geometria)

L'enneagramma in geometria è una figura caratterizzata da nove punti.
Un enneagramma regolare è costruito usando gli stessi punti di un ennagono regolare.